# Stazione di Ponte Nizza
Stazione di Ponte Nizza 1966-ban bezárt vasútállomás Olaszországban, Lombardia régióban, Ponte Nizza településen.

## Vasútvonalak
Az állomást az alábbi vasútvonalak érintették:
- Voghera-Varzi-vasútvonal

## Kapcsolódó állomások
A vasútállomáshoz az alábbi állomások vannak a legközelebb:
- Stazione di San Ponzo Semola
- Stazione di Cecima